# João Paulo Bravo
João Paulo Pereira Bravo est un joueur brésilien de volley-ball né le 7 janvier 1979 à Presidente Prudente (État de São Paulo). Il mesure 1,97 m et joue réceptionneur-attaquant. Il est international brésilien.

## Clubs
| Club                    | De        | À         |
| ----------------------- | --------- | --------- |
| CC Arapongas            | 1998-1999 | 1998-1999 |
| Blumenau Voleibol Clube | 1999-2000 | 1999-2000 |
| Unisul São José         | 2000-2001 | 2001-2002 |
| Noliko Maaseik          | 2002-2003 | 2003-2004 |
| Gigantes Adjuntas       | mai 2004  |           |
| Noliko Maaseik          | 2004-2005 | 2004-2005 |
| Pallavolo Piacenza      | 2005-2006 | 2005-2006 |
| Gigantes Adjuntas       | mai 2006  |           |
| Callipo Sport           | 2006-2007 | 2006-2007 |
| Pallavolo Piacenza      | 2007-2008 | 2009-2010 |
| Arkas Spor Izmir        | 2010-2011 | 2012-2013 |
| Brasil Vôlei Clube      | 2013-2014 | ...       |

## Palmarès

### Club et équipe nationale
- Championnat du monde (1)
  - Vainqueur : 2010
- Ligue mondiale (1)
  - Vainqueur : 2009
  - Finaliste : 2011
- Championnat d'Amérique du Sud (2)
  - Vainqueur : 2009, 2011
- Ligue des champions
  - Finaliste : 2008
- Challenge Cup
  - Finaliste : 2011
- Top Teams Cup (1)
  - Vainqueur : 2006
- Championnat de Turquie (1)
  - Vainqueur : 2013
  - Finaliste : 2011, 2012
- Championnat d'Italie (1)
  - Vainqueur : 2009
  - Finaliste : 2008
- Championnat de Porto Rico
  - Finaliste : 2004, 2006
- Championnat de Belgique (2)
  - Vainqueur : 2003, 2004
- Coupe de Turquie (1)
  - Vainqueur : 2011
  - Finaliste : 2013
- Coupe de Belgique (2)
  - Vainqueur : 2003, 2004
- Supercoupe de Turquie
  - Finaliste : 2011, 2013
- Supercoupe d'Italie (1)
  - Vainqueur : 2009
- Supercoupe de Belgique (1)
  - Vainqueur : 2003
  - Perdant : 2004

### Distinctions individuelles
- Meilleur serveur de la Ligue des champions 2007-2008
- Meilleur joueur du championnat de Belgique 2002-2003